# Estadio Bogyoke Aung San

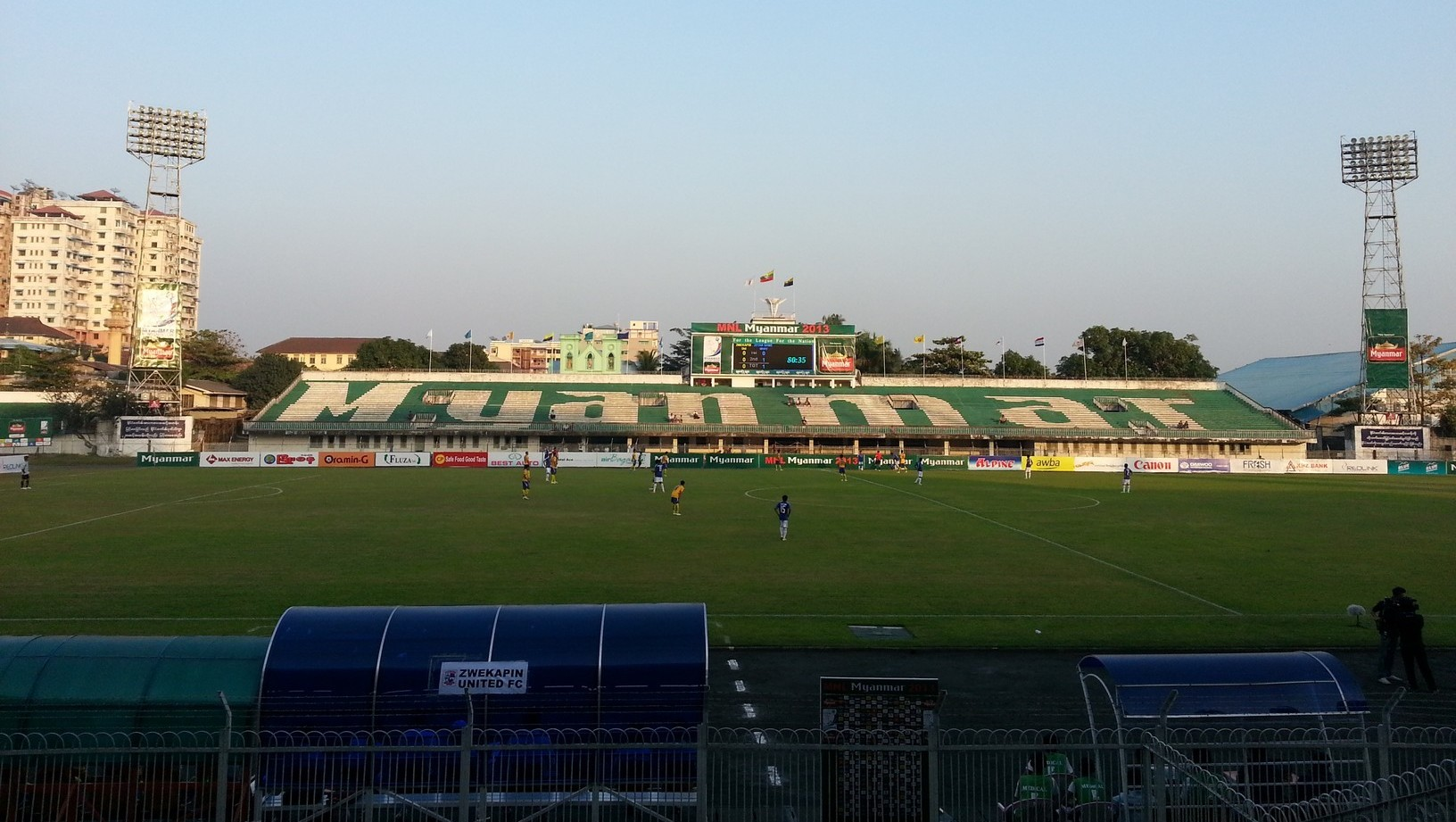

El Estadio Bogyoke Aung San es un estadio de usos múltiples, que se encuentra en el centro de la ciudad de Rangún, Birmania (Myanmar). 
Nombrado así en honor del general Aung San, el estadio de 40 000 asientos sigue siendo el estadio más grande del país y fue el estadio nacional hasta mediados de 1980. El estadio fue el escenario principal para los juegos peninsulares del sudeste asiático de 1961 y 1969. A pesar de que ya no es el principal lugar escogido para las competiciones de nivel internacional, el estadio es muy usado para partidos de fútbol de la Liga Nacional de Myanmar.